# جوزيف بارك بابكوك
جوزيف بارك بابكوك (بالإنجليزية: Joseph Park Babcock)‏ هو كاتب أمريكي، ولد في 1893، وتوفي في 1952.

## وصلات خارجية
- جوزيف بارك بابكوك على موقع الموسوعة البريطانية (الإنجليزية)